# Diplazium uncidens
Diplazium uncidens är en majbräkenväxtart som först beskrevs av Eduard Rosenstock och som fick sitt nu gällande namn av Carl Frederik Albert Christensen.
Diplazium uncidens ingår i släktet Diplazium och familjen Athyriaceae. Inga underarter finns listade i Catalogue of Life.